# Kurt Müller (Psychologe)
Kurt Müller (* 23. August 1921 in Mainz; † 17. Oktober 2015) war ein deutscher Psychologe und Professor der Ludwig-Maximilians-Universität München.

## Werdegang
Nach dem Studium der Psychologie und dem Diplom 1951 promovierte er an der Johann Wolfgang Goethe-Universität Frankfurt am Main bei Edwin Rausch mit einer Arbeit zum Ortsgedächtnis. In Frankfurt wurde er nach seiner Habilitation 1962 – das Thema der Habilitationsschrift entstammte der Psychologie der Wahrnehmung – zunächst Privatdozent, zwei Jahre später Akademischer Rat; wiederum zwei Jahre später erhielt er eine erste Professur. Im Jahr 1968 folgte er einem Ruf an die Ludwig-Maximilians-Universität München, wo er als Nachfolger von Philipp Lersch bis zu seiner Emeritierung zwanzig Jahre lang den Lehrstuhl für Allgemeine Psychologie innehatte. Von 1971 bis 1975 war Müller zudem Direktor des Bayerischen Staatsinstituts für Frühpädagogik.
Müllers besondere Interessen galten dem Leib-Seele-Problem und der Psychologie der Wahrnehmung unter besonderer Berücksichtigung gestaltpsychologischer Ansätze.

## Werke (Auswahl)
- Über die Rolle der Bezugsbereiche bei der Lokalisation. Experimentelle Untersuchungen zum Problem d. Ortsgedächtnisses. Dissertation. Kramer, Frankfurt am Main 1957.
- Der Aufbau figural-optischer Phänomene bei sukzessiver Reizung. Habilitationsschrift. Kramer, Frankfurt 1963.
- mit Elke Natorp: Kinder- und Jugendpsychologie für Erziehungs- und Sozialberufe. 8. Auflage. TR-Verlagsunion, München 1992, ISBN 3-8058-2523-4. (früher unter den Titeln Kinder- und Jugendpsychologie für Erzieher und Telekolleg für Erzieher. Psychologie, zuerst 1974)
- Über die Verbreitung der Homunculus-Sprache in der Psychologie. Gestalt Theory, 6(3/1984).